# Gun Owners of America
Gun Owners of America (GOA) (en español: Propietarios de Armas de Estados Unidos) es una organización estadounidense que defiende el derecho a poseer armas y cuenta con más de 100.000 miembros. GOA se esfuerza para diferenciarse de la Asociación Nacional del Rifle (NRA), una organización pro-armas, y ha criticado públicamente a la NRA en múltiples ocasiones, presuntamente por poner en riesgo el derecho a portar armas.

## Historia
GOA a menudo se ha opuesto a la NRA en sus respaldos y calificaciones de políticos y candidatos. Por ejemplo, GOA se opuso abiertamente a la candidatura presidencial de John McCain en 2008, describió su historial de votaciones por el derecho a portar armas como "abismal, miserable y patético" y le otorgó una calificación F en cuestiones relativas a la segunda enmienda desde 2004, mientras que la NRA (a través de su comité de acción política) le dio una puntuación C+. El congresista Ron Paul ha descrito a GOA como: "El único grupo de presión de armas sin concesiones en Washington DC". Esta cita de Paul se ha mostrado durante mucho tiempo de forma destacada en la página de inicio del sitio web de Gun Owners of America, y Paul fue el único candidato presidencial en 2008 que recibió una calificación A+ por parte de Gun Owners of America.
Gun Owners of America fue fundada en 1975 por el miembro de la junta de la NRA y el senador del estado de California H. L. Richardson cuando se introdujo una legislación para prohibir todas las armas de fuego de California. Richardson fue presidente de Gun Owners of America hasta su muerte en 2020. Richardson también fundó Gun Owners of California, que se ocupa específicamente de los derechos de los propietarios de armas en California. El director ejecutivo actual de GOA a partir de 2018 es Erich Pratt, hijo del director anterior Larry Pratt.

## Objetivos
Gun Owners of America es una organización sin ánimo de lucro 501 (c) (4) cuyo objetivo principal es preservar y defender la Segunda Enmienda. Gun Owners of America ve el derecho a portar armas como una cuestión de libertad fundamental. La postura de GOA es no aceptar el status quo. Según el sitio web oficial de Gun Owners of America, su junta directiva sostiene que los estadounidenses han perdido algunos de sus derechos a portar armas, y GOA se esfuerza por recuperarlos.

## Abogados
Durante 30 años, Gun Owners of America ha estado construyendo una red nacional de abogados para ayudar a desafiar la legislación de control de armas en los tribunales. Gun Owners of America ha estado involucrado en procedimientos legales en casi todos los estados con la esperanza de mantener y promover la legislación y los derechos a favor de la tenencia de armas.

## Cabildeo
Por su propia cuenta, Gun Owners of America gastó más de $ 1,75 millones en cabildeo del Congreso en 2004, y más de $ 18 millones entre 1998 y 2004.

## Comité federal
El comité federal de acción política de Gun Owners of America es Gun Owners of America Inc. Political Victory Fund. La organización recauda fondos para apoyar la elección de candidatos a favor del derecho a portar armas en todos los niveles del gobierno.

## Fundación
Gun Owners Foundation es una fundación educativa sin fines de lucro. Actúa como el brazo de investigación de GOA. Su principal objetivo es realizar seminarios en todo el país para informar al público, los medios de comunicación y varios funcionarios gubernamentales sobre los temas relativos a la segunda enmienda.

## Anuncios
La fundación de propietarios de armas alrededor de 2008 comenzó una nueva campaña mediante la creación de anuncios de interés público para promover lo que la organización llama: "Seguridad apropiada con las armas". 
Según la fundación Gun Owners, el objetivo de su campaña es generar conciencia pública sobre los peligros de no tener un arma lista para protegerse y alentar a los propietarios de armas a que no encierren sus mejores medios de autodefensa.
Los anuncios de interés público se centran principalmente en tratar de persuadir a un público objetivo, los adultos estadounidenses en hogares que poseen armas, para que no encierren las armas de fuego sino que las mantengan listas y accesibles.
Según Gun Owners of America: 
Las armas se utilizan 2,5 millones de veces al año en defensa propia.
Los ciudadanos usan armas de fuego para defenderse de los delincuentes hasta 2,5 millones de veces al año, o aproximadamente 6.850 veces al día, como resultado, cada año se utilizan armas de fuego 60 veces más a menudo para proteger vidas que para quitarlas.
Guardar armas de fuego puede costar vidas durante una situación potencialmente mortal.
Las armas son "el gran ecualizador para las mujeres". Hasta 200.000 mujeres usan un arma cada año para defenderse del abuso sexual.
Los dueños de armas son una buena forma de control del crimen. Los ciudadanos disparan y matan al menos el doble de criminales que la policía cada año (1.527 a 606).

## Campañas recientes
Gun Owners of America denunció públicamente al entonces presidente electo Barack Obama, y afirmó que: "Según su historial de votaciones en el Senado del estado de Illinois y en el Senado de los Estados Unidos, el presidente electo Barack Obama será el presidente más contrario a la segunda enmienda de la historia  de América."
Gun Owners of America estaba preocupado de que con la mayoría del Partido Demócrata en el 111.º Congreso, tenían a Obama junto a la líder demócrata Nancy Pelosi y al líder de la mayoría del Senado Harry Reid (ambos calificados con F− por GOA), significaría que los derechos protegidos por la segunda enmienda podrían verse afectados. Las preocupaciones de Gun Owners of America sobre la administración Obama y el Congreso actual incluyen:
- Prohibición de las armas de asalto.
- Legislación para acabar con los espectáculos de armas.
- Legislación que prohíbe los rifles o municiones del calibre 50 BMG.
- Expansión del Sistema Nacional de Verificación Instantánea de Antecedentes Penales (NICS).
- Ratificación de tratados internacionales con efectos intrínsecos en las leyes estadounidenses sobre armas de fuego, como CIFTA.

Gun Owners of America afirmó que el proyecto de ley HR 2640 daría a tribunales, psiquiatras y psicólogos, autoridad para revocar los derechos de la Segunda Enmienda de los veteranos que habían sido diagnosticados con trastorno por estrés postraumático. Gun Owners of America sostuvo que esto sería una violación de los derechos de los veteranos con trastornos mentales.

## Victorias de GOA
El 6 de junio de 1995, Gun Owners of America ayudó a presionar a la Cámara de Representantes para que votara en contra de la Enmienda Moran, con una votación de 278 a 149. La enmienda habría prohibido que las armas de calibre 50 tengan licencia para la exportación.
El 13 de julio de 2006, el senador David Vitter obtuvo una votación de 84 a 16 a favor de su enmienda que prohíbe el uso de dinero federal para que los agentes federales confisquen las armas durante un estado de emergencia declarado. Este proyecto de ley se aprobó menos de un año después de la devastación en el estado natal de Vitter por el huracán Katrina.
El 27 de junio de 2007, se aprobó la Enmienda Pence. El proyecto de ley, que lleva el nombre del entonces representante Mike Pence, fue aprobado por una votación de 309 a 115.  Según Gun Owners of America, la enmienda bloqueó la capacidad de la Comisión Federal de Comunicaciones para usar la doctrina de la equidad para limitar la libertad de expresión permitida por organizaciones como Gun Owners of America en las ondas de radio. El 9 de agosto de 2007, Gun Owners of America apoyó el trabajo de Vitter para impulsar un proyecto de ley que establece que las Naciones Unidas, o cualquier grupo afiliado con las Naciones Unidas no pueden utilizar fondos estadounidenses para restringir o gravar los derechos de la segunda enmienda, si intentan hacerlo, Estados Unidos puede retirar sus fondos de la organización. El proyecto de ley HR-2764, también conocido como la ley de asignaciones consolidadas, fue aprobado por una votación de 81 a 10. El 25 de febrero de 2008, el senador Jim DeMint enmendó el proyecto de ley S-1200, la ley de mejoramiento de la atención médica indígena. La ley establecía que los fondos se utilizarían para la prevención de la violencia. Una vez que se intentó utilizar los fondos para la recompra de armas, DeMint impulsó una enmienda a la ley que establece que el dinero no se puede utilizar para ningún programa anti-armas. La enmienda de DeMint fue aprobada por un margen de 78 a 11 votos.